# Guerra de nervios
Guerra de nervios es el tercer álbum de estudio de la banda argentina de rock alternativo Los Brujos, lanzado en 1995 por el sello Sony Music. Fue grabado con más de 400 horas de producción en los Estudios El Pie. Este álbum cuenta con la presencia de invitados de lujo, como Gustavo Cerati, Daniel Melero, Gabo de Babasónicos, Aitor Graña de Juana La Loca y Sharly Demonio de DDT. «Nuestro tercer disco se llama así porque en los shows de los brujos hay mucha energía que nace desde los cuerpos de cada integrante, y en el disco se transmite ese espíritu. Además un nervio es un receptor de estímulos y la música estimula varios al mismo tiempo, produciéndose de esta manera una guerra de nervios», comentó Mala Yi (Ricky Rua) sobre el álbum. Fue disco de oro en Argentina y actualmente se encuentra descatalogado. Este disco significó el último trabajo que editaron, ya que la banda anunció su separación a través de su página www.losbrujos.com en 1998, aunque con su regreso oficial en 2014 la banda lanzó Pong! (2015), su cuarto álbum de estudio.

## Lista de canciones
Todas las canciones escritas y compuestas por Guerrisi, Rua, Alaci, Pastrello, Moreno, Ilid. 
| N.º   | Título                   | Duración |  |
| 1.    | «Victoria»               | 1:36     |  |
| 2.    | «Psicósis total»         | 2:27     |  |
| 3.    | «Atlánticos»             | 2:18     |  |
| 4.    | «El detonador»           | 2:58     |  |
| 5.    | «La fiesta del infierno» | 3:07     |  |
| 6.    | «Aguaviva»               | 2:46     |  |
| 7.    | «Espíritu de velocidad»  | 2:45     |  |
| 8.    | «Ondas Martinot»         | 2:32     |  |
| 9.    | «El vengador»            | 3:43     |  |
| 10.   | «Azul lucero»            | 3:07     |  |
| 11.   | «El gato rabioso»        | 2:37     |  |
| 12.   | «Nada»                   | 3:23     |  |
| 13.   | «Gran Sheelo»            | 0:24     |  |
| 14.   | «Tónico para soñar I»    | 0:49     |  |
| 15.   | «Tónico para soñar II»   | 2:30     |  |
| 16.   | «Tónico para soñar III»  | 2:01     |  |
| 17.   | «Reina en las nieves»    | 2:38     |  |
| 18.   | «Captain Fetogia»        | 3:45     |  |
| 19.   | «Victoria 2»             | 1:33     |  |
| 47:03 |                          |          |  |

- La frase en japonés que se pronuncia en "Psicósis total" es la siguiente: «Los Brujos wa uchū kara kite iru no de mondai nai», que en español significa «Los brujos no tienen problemas porque vienen de otro planeta».
- Temas "Tónico para soñar I" y "Tónico para soñar III" contienen fragmentos de The Ventures (Adaptados por Los Brujos).

## Créditos
- Lee (Quique Ilid): Batería y coros. Guitarra en "El Gato Rabioso".
- Metal Lee-Chi (Sergio Moreno): Bajos. Voz en "El Gato Rabioso" y "Captain Fetogia".
- Rey Mental (Fabio Rey Pastrello): Guitarras, teclados y slide. Teclados Mentales en "El Gato Rabioso".
- X Mental (Gabriel Guerrisi): Guitarras, guitarras acústicas y teclados. Voz en "El Gato Rabioso".
- Robo Yi (Alejandro Alaci): Voz, coros y gritos. Guitarra en "El Gato Rabioso".
- Mala Yi (Ricky Rua): Voz, coros y gritos. Batería en "El Gato Rabioso".

Invitados: 
- Andrea Álvarez: Percusiones en "La Fiesta del Infierno", "Espíritu de Velocidad", "El Vengador", "Azul Lucero", "Tónico Para Soñar 1", "Tónico Para Soñar 2", "Tónico Para Soñar 3".
- Gustavo Cerati: Guitarras en "Tónico Para Soñar 1", "Tónico Para Soñar 2", "Tónico Para Soñar 3". Solo en "El Detonador" y "Reina En Las Nieves".
- Daniel Melero: Sintetizador en "Psicosis Total", "Tónico Para Soñar 1", "Tónico Para Soñar 2", "Tónico Para Soñar 3".
- Bruno Opitz : Voz en "Psicosis Total".
- Dieguito Maldito y Andy Nigoul: Coros en "La Fiesta del Infierno".
- Sharly Demonio: Voz en "Ondas Martinot".
- Aitor Graña: Batería en "Captain Fetogia".
- Shippo: Hammond y teclados en "Gran Sheelo" y "Reina En Las Nieves".
- Chino: Trompeta en "El Vengadror", "Tónico Para Soñar ", "Reina En Las Nieves".
- San Cipriano y Pacheco: Saxo en "Tónico Para Soñar 2".
- Daevid Allen: Voz en "El Vengador".
- Sabrina Heshiki: Voz en "Psicosis Total".
- Gabo: Bajo en "El Gato Rabioso". Guitarra en "Tónico Para Soñar 3".
- Vivi Tellas (Morticia Flowers): Voz en "Tónico Para Soñar 2".
- Billy Master Boom: Samplers.

## Producción
- Producción artística: Los Brujos.
- Producción ejecutiva: Los Brujos.
- Producción indumental: Vero Ivaldi.
- Dirección de arte: Los Brujos V.T.R.
- Diseño gráfico: Video Timework Reality 6729528.
- Fotografía: Gringauz Proverbio.
- Asesor galáctico: Shippo.
- Prensa: Analia Maldonado.
- A y R: Sony Music, Esteban Cavanna.
- Mánager: Silvio Massino.
- Preproducción: Gabriel Castro (Técnico de sonido).
- Sistema de sonido: Kayan.
- Luthier: Andy Ramos.

- Datos: Q5887823